# Jerker Torsson
Harald Jerker Torsson, född 21 mars 1942 i Ängelholm, död 2001, var en svensk författare, filmkonstnär och målare.
Han var son till stadsingenjören Tore Pettersson. Torsson var som konstnär autodidakt och verksam inom flera grenar av kulturområdet. Som bildkonstnär ställde han ut tillsammans med Inga Håkansson på Galleri Thalia i Malmö 1965 där han visade målningar utförda med fotokemikalier på fotopapper. Separat har han ställt ut i bland annat Halmstad, Köpenhamn, Barcelona, Madrid och på Teneriffa. Tillsammans med den danske konstnären Casper Heiberg skapade han 1965 en film som var uppbyggd helt på danska frimärken med porträtt av kung Fredrik. Som författare utgav han 1964 lyriksamlingen Svarta pukor som följdes av Bokrulle. I samarbete med Thormod Larsen utgav han mappen Kistebrev anno 1965 där Larsen svarade för illustrationerna och Torsson texten.